# IC 1292
IC 1292 је ознака објекта на координатама са ректансцензијом 18h 44m 40,3s и деклинацијом - 27° 48" 54'. Открио га је Вилијамина Патон Стивенс Флеминг, 1894. године. Каснијим посматрањима на том положају није уочен никакав астрономски објекат.